# 岩本奈緒
岩本奈緒（岩本 ナオ，1月10日—），日本漫畫家，岡山縣出身。是首位以不同作品連續兩年拿到《這本漫畫真厲害！》票選第一名的漫畫家。
2004年以《その彼女の存在》於《月刊flowers》2004年5月號出道。2007年開始於《月刊flowers》連載《天狗的女兒》。

## 得獎經歷
- 2004年：第10回小學館月刊Flowers Comic Audition金之花賞－《その彼女の存在》
- 2009年：第55屆小學館漫畫賞 少女向部門賞－《天狗的女兒》（日语：町でうわさの天狗の子）
- 《這本漫畫真厲害！2017》女性篇第一名－《金之國 水之國》（日语：金の国水の国）
- 《這本漫畫真厲害！2018》女性篇第一名－《七葉樹王國的七名騎士》（日语：マロニエ王国の七人の騎士）

## 作品列表
- 不想要孤單–壁櫥裡的骨骸–（日语：スケルトン イン ザ クローゼット）（小學館《月刊flowers》、全1冊）、台灣東販
- Yesterday, Yes a day 昨日，心晴天（日语：Yesterday, Yes a day）（小學館《月刊flowers》、全1冊）、台灣東販
- 天狗的女兒（日语：町でうわさの天狗の子）、東立出版社
- 夢想觀光產業課（日语：雨無村役場産業課兼観光係）（小學館《凜花》、全3冊）、東立出版社
- 金之國 水之國（日语：金の国水の国）（小學館、全1冊）、尖端出版
- 七葉樹王國的七名騎士（日语：マロニエ王国の七人の騎士）（小學館《月刊flowers》2016年11月号～）、東立出版社

## 相關人物
岩本奈緒與漫畫家小玉由起是好友。

## 外部連結
- 岩本ナオ的X（前Twitter）